# Píndosz
A Píndosz-hegység (görög Πίνδος) a Balkán közepén a legnagyobb tömegű görög hegység, a Dinári-hegységhez csatlakozik, leggyakoribb kőzete a krétakori mészkő. Részei a Nyugati- és Keleti-Píndosz, illetve Déli-Píndosz. Legmagasabb pontja, a Szmólikasz, 2686 méter magas.
Pindosz legnagyobb része ma nemzeti park.
A hegyvidék lakóinak többsége aromán (cincár) származású, akik 1941-ben autonóm államot hoztak létre Pindoszi Fejedelemség néven.

## Képek

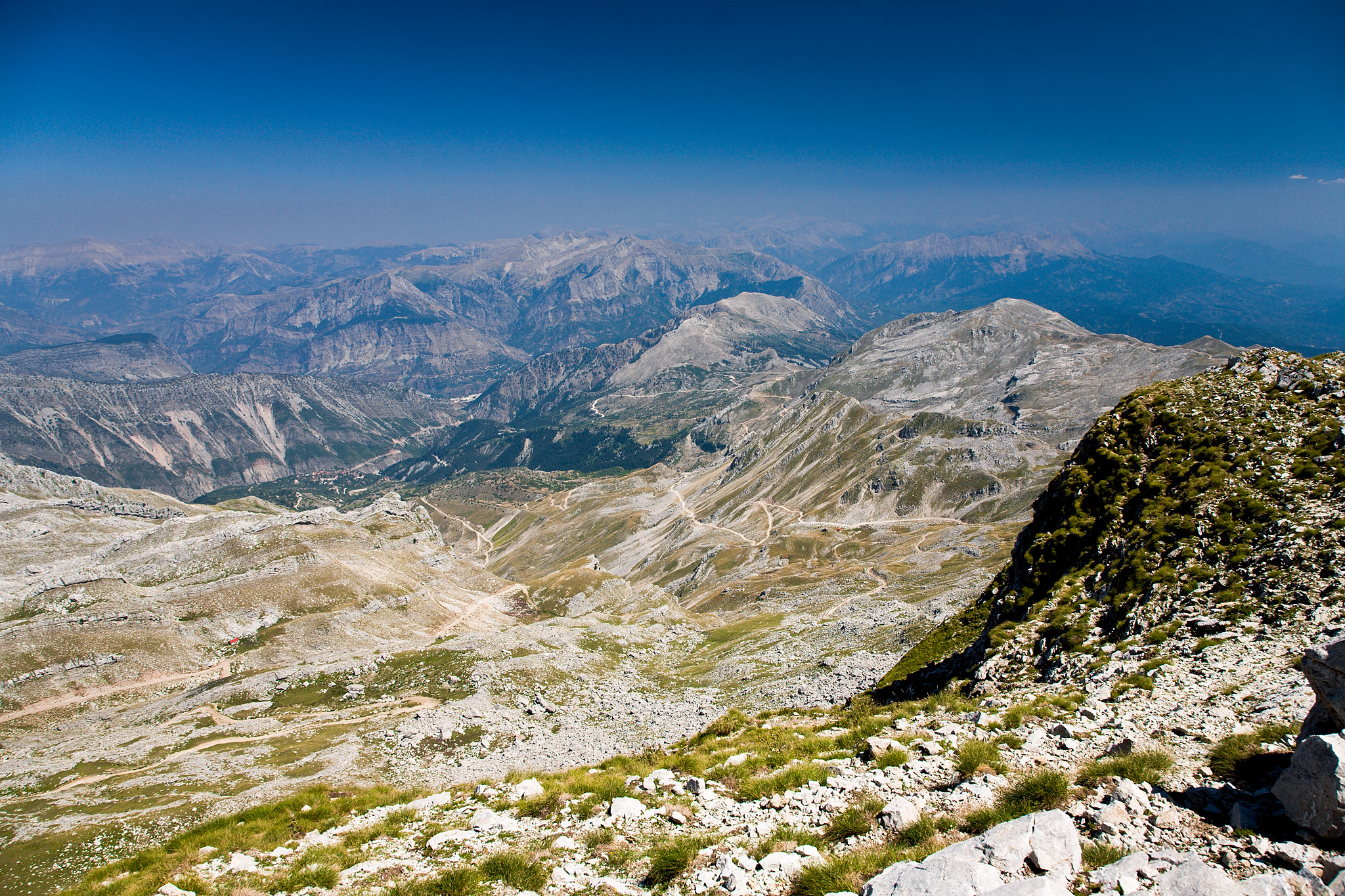
A Píndosz déli része
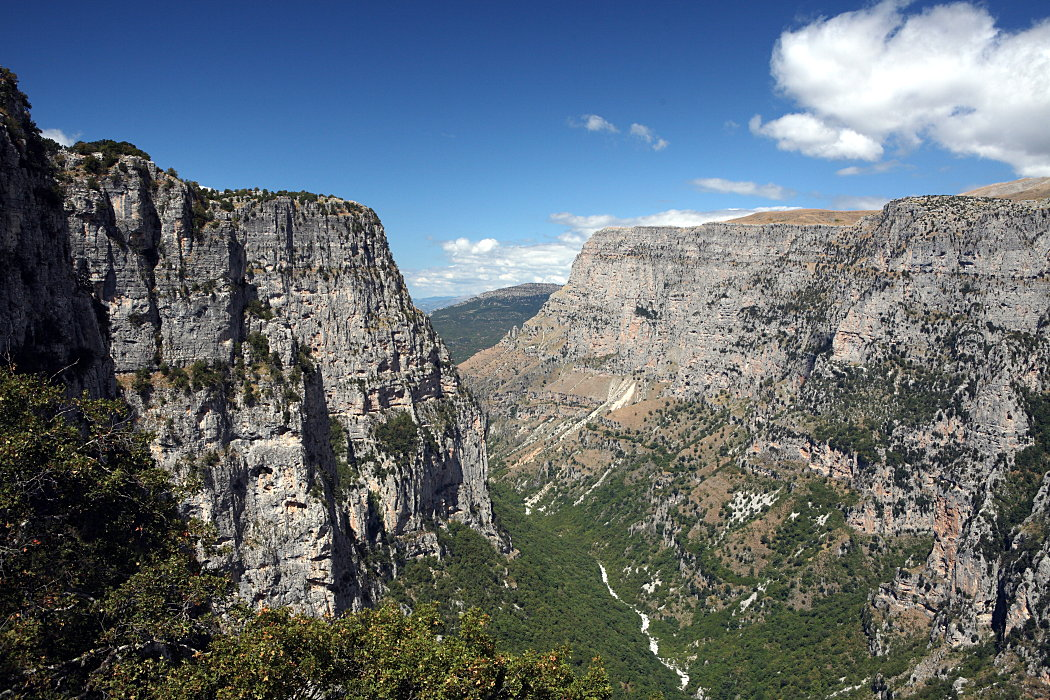
A Vikosz-szurdok a Vikosz Nemzeti Parkban